# Indicatif régional 479

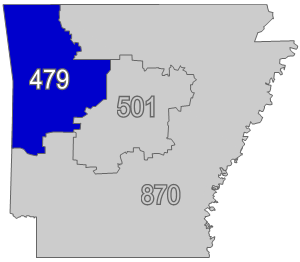
Carte de l'indicatif régional de l'Arkansas mettant en évidence la région couverte par l'indicatif 479.

L'indicatif régional 479 est l'indicatif téléphonique régional qui dessert le nord-ouest de l'Arkansas aux États-Unis.
On peut voir les territoires desservis par les indicatifs régionaux de l'Arkansas sur cette carte de la North American Numbering Plan Administration.
L'indicatif régional 479 fait partie du plan de numérotation nord-américain.

## Principales villes couvertes par l'indicatif
- Fort Smith
- Fayetteville
- Springdale
- Bentonville
- Van Buren
- Rogers
- Gravette
- Bella Vista
- Eureka Springs